# (100748) 1998 EW4
(100748) 1998 EW4 es un asteroide perteneciente al cinturón de asteroides descubierto el 1 de marzo de 1998 por el equipo del Spacewatch desde el Observatorio Nacional de Kitt Peak, Arizona, Estados Unidos.

## Designación y nombre
Designado provisionalmente como 1998 EW4.

## Características orbitales
1998 EW4 está situado a una distancia media del Sol de 2,327 ua, pudiendo alejarse hasta 2,836 ua y acercarse hasta 1,818 ua. Su excentricidad es 0,218 y la inclinación orbital 5,233 grados. Emplea 1297,26 días en completar una órbita alrededor del Sol.

## Características físicas
La magnitud absoluta de 1998 EW4 es 16,6. 